# Vespa velutina

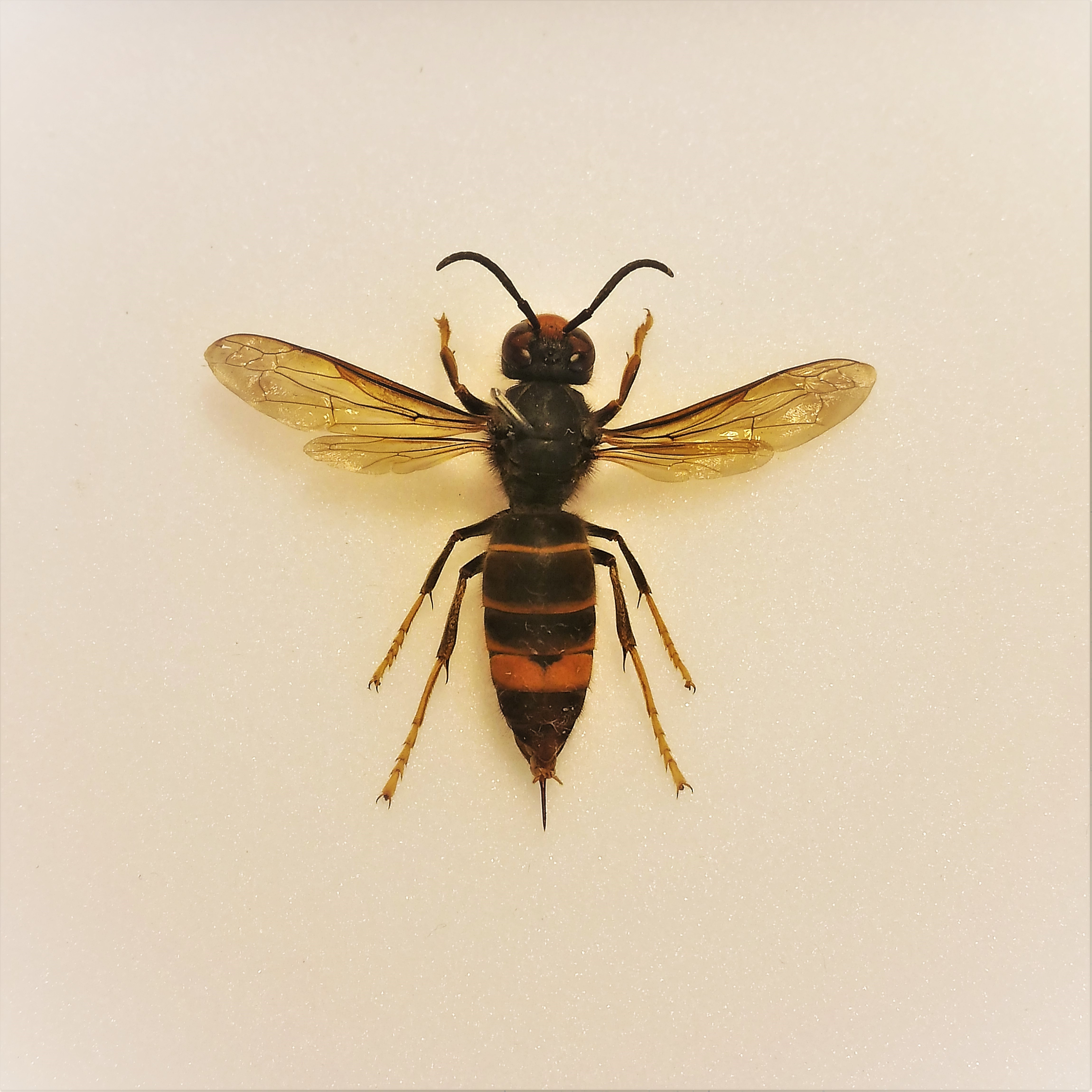
Operaia di Vespa velutina, collezione privata, (F. Turetta)

Il calabrone dalle zampe gialle (Vespa velutina Lepeletier, 1836), detto anche impropriamente calabrone asiatico, è un imenottero della famiglia Vespidae, originario del sud-est asiatico.

## Distribuzione e habitat
Originario del sud-est asiatico, è ampiamente diffuso in questa zona (India, Indocina, Cina e Giava).

Negli anni recenti, la prima registrazione risale al 2005, la sottospecie nigrithorax è stata accidentalmente introdotta nella zona meridionale della Francia. Da lì si è diffusa in Spagna, Portogallo, Belgio e Italia.
Dato che la regina in rari casi può avvicinarsi alle dimensioni di 35 mm, talvolta la presenza di V. velutina in Europa viene erroneamente segnalata come Vespa mandarinia,  ben più aggressiva, cosa che però non pare trovare riscontri documentati. La confusione viene accresciuta dalla definizione stessa di calabrone asiatico, che riporta all'area di origine in comune con V. mandarinia.

## Descrizione
La sottospecie V.v. nigrithorax è lunga mediamente 30 mm ed è riconoscibile per il corpo scuro e la linea gialla che taglia il suo addome, al cui interno è presente un triangolino nero. Morfologicamente simile al comune calabrone europeo (Vespa crabro), se ne differenzia per le dimensioni minori, e soprattutto per il colore (l'europeo infatti presenta una colorazione più chiara e alcuni tratti rossi).

## Predazione
Come i comuni vespidi diffusi in Europa è dotata di un pungiglione e presenta un comportamento discretamente aggressivo nei confronti dell'uomo. Secondo gli entomologi la sua pericolosità, per gli uomini e i mammiferi in genere, e anche l'aggressività va paragonata a quella delle altre vespe europee. In particolare V. velutina non può considerarsi più pericolosa di Vespa crabro che in virtù della maggior mole ha semmai più veleno. È sempre la confusione con V. mandarinia a creare le maggiori dicerie in tal senso.
Maggiore è invece la sua pericolosità per le api, suo alimento preferito, soprattutto per quanto riguarda le specie europee. Pur abilissimo predatore di api anche nel suo territorio di origine, è in Europa che questo imenottero riesce a minare seriamente l'esistenza delle comunità apiarie. Le specie apiarie del sud-est asiatico hanno adottato infatti dei comportamenti validi per combattere questo loro predatore e non ancora noti alle api europee.
Entomologi e apicoltori stanno dunque cercando con tutti i mezzi di limitare la diffusione e i danni che questa vespa arreca all'ambiente.

## Tassonomia

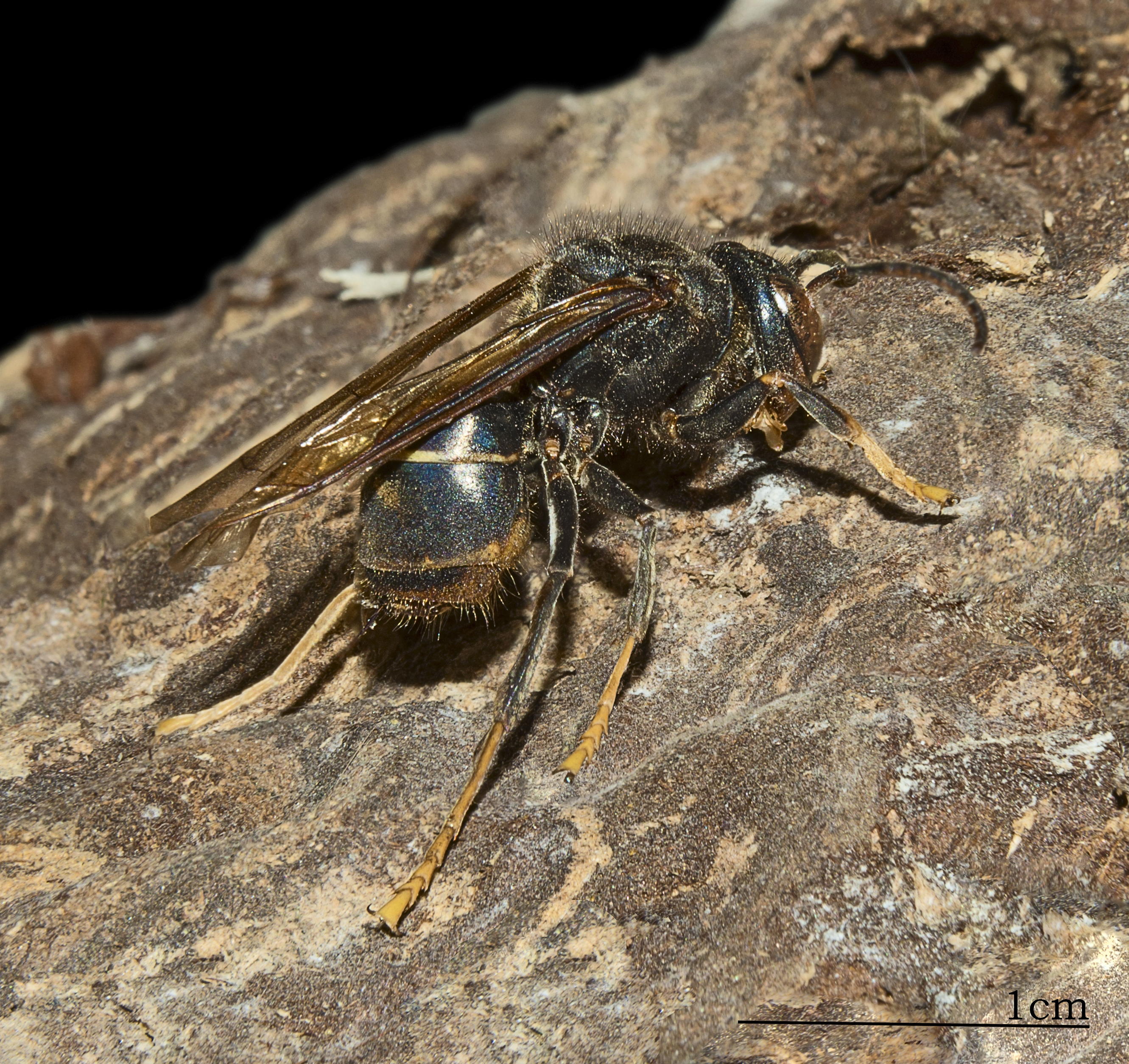
Vespa velutina nigrithorax, Tolosa

Sono note le seguenti sottospecie:
- Vespa velutina ardens Buysson, 1905
- Vespa velutina celebensis Perkins, 1910
- Vespa velutina divergens Perkins, 1910
- Vespa velutina flavitarsus Sonan, 1939
- Vespa velutina floresiana Van der Vecht, 1957
- Vespa velutina karnyi Van der Vecht, 1957
- Vespa velutina mediozonalis Perkins, 1910
- Vespa velutina nigrithorax Buysson, 1905
- Vespa velutina sumbana Van der Vecht, 1957
- Vespa velutina timorensis Van der Vecht, 1957
- Vespa velutina variana Van der Vecht, 1957